# Lista över fornlämningar i Eskilstuna kommun (Kjula)
Lista över fornlämningar i Eskilstuna kommun (Kjula) är en förteckning av ett urval av de fornlämningar som finns i Kjula i Eskilstuna kommun.
| Namn                         | Lämningstyp                 | Tillkomsttid | Historisk indelning | Plats                 | Läge                 | ID-nr          | Bild                                      |
| ---------------------------- | --------------------------- | ------------ | ------------------- | --------------------- | -------------------- | -------------- | ----------------------------------------- |
| Kjula 1:1                    | Gravfält                    |              | Kjula, Södermanland |                       | 59.394369, 16.633713 | 10034200010001 | Ladda upp en bild av detta fornminne      |
| Kjula 2:1                    | Stensättning                |              | Kjula, Södermanland |                       | 59.393799, 16.635010 | 10034200020001 | Ladda upp en bild av detta fornminne      |
| Kjula 3:1                    | Hög                         |              | Kjula, Södermanland |                       | 59.394136, 16.644065 | 10034200030001 | Ladda upp en bild av detta fornminne      |
| Kjula 3:2                    | Stensättning                |              | Kjula, Södermanland |                       | 59.394227, 16.643768 | 10034200030002 | Ladda upp en bild av detta fornminne      |
| Kjula 5:1                    | Gravfält                    |              | Kjula, Södermanland |                       | 59.388994, 16.658791 | 10034200050001 | Ladda upp en bild av detta fornminne      |
| Kjula 6:1                    | Gravfält                    |              | Kjula, Södermanland |                       | 59.390126, 16.658401 | 10034200060001 | Ladda upp en bild av detta fornminne      |
| Kjula 7:1                    | Röse                        |              | Kjula, Södermanland |                       | 59.385649, 16.648730 | 10034200070001 | Ladda upp en bild av detta fornminne      |
| Kjula 8:1                    | Stensättning                |              | Kjula, Södermanland |                       | 59.382905, 16.662105 | 10034200080001 | Ladda upp en bild av detta fornminne      |
| Kjula 10:1                   | Gravfält                    |              | Kjula, Södermanland |                       | 59.383553, 16.665431 | 10034200100001 | Ladda upp en bild av detta fornminne      |
| Kungshållet (Kjula 11:1)     | Gravfält                    |              | Kjula, Södermanland |                       | 59.383427, 16.672407 | 10034200110001 | Ladda upp en till bild av detta fornminne |
| Sö 106 (Kjula 11:2)          | Runristning                 |              | Kjula, Södermanland | Kungshållet, Kjula ås | 59.383371, 16.672046 | 10034200110002 | Ladda upp en till bild av detta fornminne |
| Kjula 12:1                   | Gravfält                    |              | Kjula, Södermanland |                       | 59.385051, 16.671105 | 10034200120001 | Ladda upp en bild av detta fornminne      |
| Kjula 14:1                   | Hög                         |              | Kjula, Södermanland |                       | 59.397821, 16.678993 | 10034200140001 | Ladda upp en bild av detta fornminne      |
| Kjula 15:1                   | Hög                         |              | Kjula, Södermanland |                       | 59.395750, 16.675859 | 10034200150001 | Ladda upp en bild av detta fornminne      |
| Kjula 16:1                   | Gravfält                    |              | Kjula, Södermanland |                       | 59.405096, 16.658030 | 10034200160001 | Ladda upp en bild av detta fornminne      |
| Kjula 18:1                   | Gravfält                    |              | Kjula, Södermanland |                       | 59.397040, 16.679598 | 10034200180001 | Ladda upp en bild av detta fornminne      |
| Kjula 19:1                   | Hög                         |              | Kjula, Södermanland |                       | 59.394512, 16.679788 | 10034200190001 | Ladda upp en bild av detta fornminne      |
| Kjula 19:2                   | Hög                         |              | Kjula, Södermanland |                       | 59.394415, 16.679521 | 10034200190002 | Ladda upp en bild av detta fornminne      |
| Kjula 22:1                   | Gravfält                    |              | Kjula, Södermanland |                       | 59.393260, 16.687059 | 10034200220001 | Ladda upp en bild av detta fornminne      |
| Kjula 23:1                   | Grav markerad av sten/block |              | Kjula, Södermanland |                       | 59.392650, 16.688376 | 10034200230001 | Ladda upp en bild av detta fornminne      |
| Kjula 24:1                   | Gravfält                    |              | Kjula, Södermanland |                       | 59.391108, 16.684983 | 10034200240001 | Ladda upp en bild av detta fornminne      |
| Kjula 25:1                   | Stensättning                |              | Kjula, Södermanland |                       | 59.390717, 16.690254 | 10034200250001 | Ladda upp en bild av detta fornminne      |
| Kjula 26:1                   | Gravfält                    |              | Kjula, Södermanland |                       | 59.382512, 16.690768 | 10034200260001 | Ladda upp en bild av detta fornminne      |
| Kjula 27:1                   | Gravfält                    |              | Kjula, Södermanland |                       | 59.379902, 16.703870 | 10034200270001 | Ladda upp en bild av detta fornminne      |
| Kjula 28:1                   | Gravfält                    |              | Kjula, Södermanland |                       | 59.382273, 16.713951 | 10034200280001 | Ladda upp en bild av detta fornminne      |
| Kjula 29:1                   | Stensättning                |              | Kjula, Södermanland |                       | 59.381812, 16.719905 | 10034200290001 | Ladda upp en bild av detta fornminne      |
| Kjula 32:1                   | Gravfält                    |              | Kjula, Södermanland |                       | 59.379715, 16.637558 | 10034200320001 | Ladda upp en bild av detta fornminne      |
| Kjula 33:1                   | Gravfält                    |              | Kjula, Södermanland |                       | 59.379544, 16.640713 | 10034200330001 | Ladda upp en bild av detta fornminne      |
| Kjula 34:1                   | Gravfält                    |              | Kjula, Södermanland |                       | 59.383303, 16.656592 | 10034200340001 | Ladda upp en bild av detta fornminne      |
| Sö 104 (Kjula 36:1)          | Runristning                 |              | Kjula, Södermanland | Berga                 | 59.379957, 16.650278 | 10034200360001 | Ladda upp en till bild av detta fornminne |
| Kjula 37:1                   | Gravfält                    |              | Kjula, Södermanland |                       | 59.380630, 16.649761 | 10034200370001 | Ladda upp en bild av detta fornminne      |
| Kjula 38:1                   | Grav markerad av sten/block |              | Kjula, Södermanland |                       | 59.381338, 16.651966 | 10034200380001 | Ladda upp en bild av detta fornminne      |
| Kjula 39:1                   | Gravfält                    |              | Kjula, Södermanland |                       | 59.382288, 16.672421 | 10034200390001 | Ladda upp en bild av detta fornminne      |
| Kjula 40:1                   | Gravfält                    |              | Kjula, Södermanland |                       | 59.376511, 16.673778 | 10034200400001 | Ladda upp en bild av detta fornminne      |
| Sö 105 (Kjula 42:1)          | Runristning                 |              | Kjula, Södermanland | Högstena              | 59.374459, 16.679400 | 10034200420001 | Ladda upp en till bild av detta fornminne |
| Kjula 42:2                   | Grav markerad av sten/block |              | Kjula, Södermanland |                       | 59.374269, 16.679127 | 10034200420002 | Ladda upp en bild av detta fornminne      |
| Kjula 45:1                   | Gravfält                    |              | Kjula, Södermanland |                       | 59.376426, 16.662323 | 10034200450001 | Ladda upp en bild av detta fornminne      |
| Kjula 48:1                   | Grav markerad av sten/block |              | Kjula, Södermanland |                       | 59.315290, 16.682505 | 10034200480001 | Ladda upp en bild av detta fornminne      |
| Kjula 48:2                   | Grav markerad av sten/block |              | Kjula, Södermanland |                       | 59.315065, 16.682739 | 10034200480002 | Ladda upp en bild av detta fornminne      |
| Kjula 48:3                   | Grav markerad av sten/block |              | Kjula, Södermanland |                       | 59.315059, 16.682527 | 10034200480003 | Ladda upp en bild av detta fornminne      |
| Kjula 48:4                   | Grav markerad av sten/block |              | Kjula, Södermanland |                       | 59.315035, 16.682357 | 10034200480004 | Ladda upp en bild av detta fornminne      |
| Bälgstenaberget (Kjula 51:1) | Fornborg                    |              | Kjula, Södermanland |                       | 59.316401, 16.686409 | 10034200510001 | Ladda upp en bild av detta fornminne      |
| Sö Fv1969;298 (Kjula 58:1)   | Runristning                 |              | Kjula, Södermanland | Kjula kyrka           | 59.397112, 16.673571 | 10034200580001 | Ladda upp en bild av detta fornminne      |
| Kjula 60:1                   | Stensättning                |              | Kjula, Södermanland |                       | 59.394187, 16.681416 | 10034200600001 | Ladda upp en bild av detta fornminne      |
| Kjula 74:1                   | Gravfält                    |              | Kjula, Södermanland |                       | 59.384090, 16.650726 | 10034200740001 | Ladda upp en bild av detta fornminne      |
| Kjula 77:1                   | Stensättning                |              | Kjula, Södermanland |                       | 59.377460, 16.637884 | 10034200770001 | Ladda upp en bild av detta fornminne      |
| Kjula 78:1                   | Hög                         |              | Kjula, Södermanland |                       | 59.378062, 16.640696 | 10034200780001 | Ladda upp en bild av detta fornminne      |
| Kjula 78:2                   | Stensättning                |              | Kjula, Södermanland |                       | 59.377955, 16.640535 | 10034200780002 | Ladda upp en bild av detta fornminne      |
| Kjula 79:1                   | Stensättning                |              | Kjula, Södermanland |                       | 59.381821, 16.639609 | 10034200790001 | Ladda upp en bild av detta fornminne      |
| Kjula 79:2                   | Stensättning                |              | Kjula, Södermanland |                       | 59.381778, 16.639344 | 10034200790002 | Ladda upp en bild av detta fornminne      |
| Kjula 80:1                   | Stensättning                |              | Kjula, Södermanland |                       | 59.379053, 16.633049 | 10034200800001 | Ladda upp en bild av detta fornminne      |
| Kjula 82:1                   | Stensättning                |              | Kjula, Södermanland |                       | 59.378314, 16.629302 | 10034200820001 | Ladda upp en bild av detta fornminne      |
| Kjula 92:1                   | Grav markerad av sten/block |              | Kjula, Södermanland |                       | 59.388676, 16.637296 | 10034200920001 | Ladda upp en bild av detta fornminne      |
| Kjula 102:1                  | Gravfält                    |              | Kjula, Södermanland |                       | 59.381968, 16.643047 | 10034201020001 | Ladda upp en bild av detta fornminne      |
| Kjula 104:1                  | Hällristning                |              | Kjula, Södermanland |                       | 59.386502, 16.682785 | 10034201040001 | Ladda upp en bild av detta fornminne      |
| Kjula 110:1                  | Stensättning                |              | Kjula, Södermanland |                       | 59.383978, 16.664191 | 10034201100001 | Ladda upp en bild av detta fornminne      |
| Sö Fv1986;218 (Kjula 111:1)  | Runristning                 |              | Kjula, Södermanland | Harby                 | 59.386346, 16.704082 | 10034201110001 | Ladda upp en bild av detta fornminne      |
| Vreta (Kjula 119:1)          | Lägenhetsbebyggelse         |              | Kjula, Södermanland |                       | 59.374218, 16.734687 | 10034201190001 | Ladda upp en bild av detta fornminne      |
| Kjula 124:1                  | Kvarn                       |              | Kjula, Södermanland |                       | 59.370378, 16.666317 | 10034201240001 | Ladda upp en bild av detta fornminne      |
| Kjula 127:1                  | Stensättning                |              | Kjula, Södermanland |                       | 59.344996, 16.714401 | 10034201270001 | Ladda upp en bild av detta fornminne      |
| Kjula 157:1                  | Lägenhetsbebyggelse         |              | Kjula, Södermanland |                       | 59.378748, 16.736671 | 10034201570001 | Ladda upp en bild av detta fornminne      |
| Harby kvarn (Kjula 164:1)    | Kvarn                       |              | Kjula, Södermanland |                       | 59.378788, 16.705751 | 10034201640001 | Ladda upp en bild av detta fornminne      |
| Kjula 166:1                  | Lägenhetsbebyggelse         |              | Kjula, Södermanland |                       | 59.380287, 16.713903 | 10034201660001 | Ladda upp en bild av detta fornminne      |
| Kjula 167:1                  | Lägenhetsbebyggelse         |              | Kjula, Södermanland |                       | 59.379471, 16.720764 | 10034201670001 | Ladda upp en bild av detta fornminne      |
| Välltorp (Kjula 196)         | Lägenhetsbebyggelse         |              | Kjula, Södermanland |                       | 59.317845, 16.710660 | 12000000010545 | Ladda upp en bild av detta fornminne      |
| Kjula 235                    | Gravfält                    |              | Kjula, Södermanland |                       | 59.379321, 16.706545 | 12000000010584 | Ladda upp en bild av detta fornminne      |
| Kjula 283                    | Lägenhetsbebyggelse         |              | Kjula, Södermanland |                       | 59.346296, 16.703766 | 12000000042796 | Ladda upp en bild av detta fornminne      |